# Église Saint-Guy d'Hilversum
L'église Saint-Guy d'Hilversum est une église catholique située à Hilversum  aux Pays-Bas.
Sa flèche atteint 98 m de hauteur ce qui en fait la deuxième plus haute église des Pays-Bas derrière la Nieuwe Kerk de Delft.

## Historique
L'église est dédiée à Saint Guy.
Elle a été construite de 1891 à 1892 sur l'emplacement d'une ancienne église qui a été détruite, dans un style néogothique selon les plans de Pierre Cuypers (architecte).

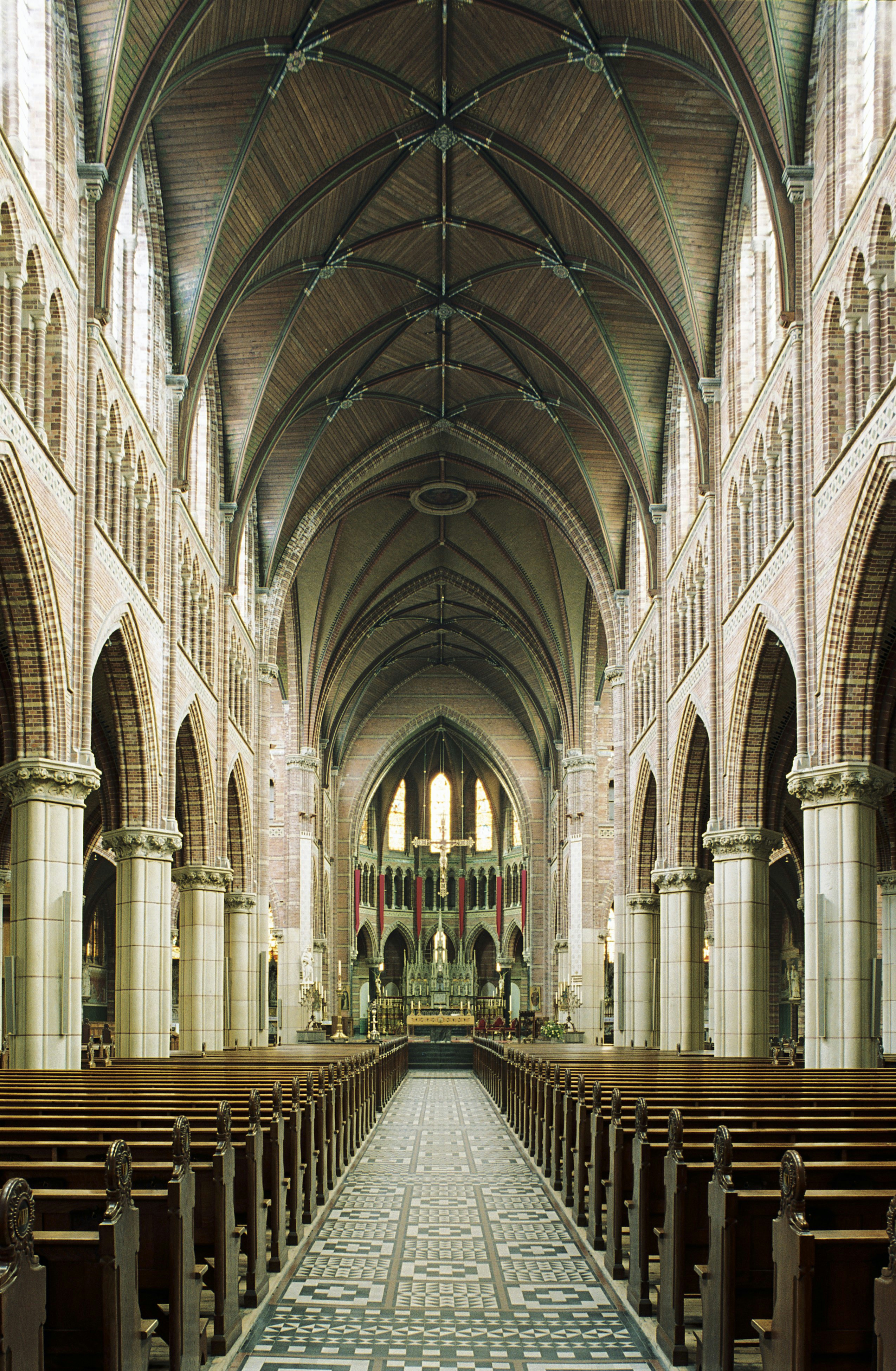
Intérieur de l'église.

L'horloge a été installée en 1894.